# Schweizer Radio DRS
Schweizer Radio: Radio der deutschen und rätoromanischen Schweiz (Ràdio Suïssa: Radio de la Suïssa alemanya i romanx, SR DRS) és l'empresa de radiodifusió pública que des de 2012 forma part de Schweizer Radio und Fernsehen (SRF), que al seu torn és una companyia filial de SRG SSR. El procesor de creació de SRF havia iniciat en 2011 per un projecte de 2009.
Des de 16 de desembre 2012 els senyals van canviar el seu nom des de Radio DRS a Radio SRF. En 1964 s'havia constituït la Corporació de Radiodifusió de la Suïssa alemanya i romanx (DRS).

## Senyals
- Radio DRS 1: Programació generalista.
- Radio DRS 2 Kultur: Emissora cultural. Emet des de 1956.
- Radio DRS 3: Dirigida al públic juvenil.
- Radio DRS 4 News: Ràdio informativa. Emet des del 5 de novembre de 2007.
- Radio DRS Virus: Radio juvenil, amb major oferta musical. Emet des del 20 de novembre de 1999.
- Radio DRS Musikwelle: Especialitzada en música popular. Va entrar a l'aire l'1 d'octubre de 1996.

Les principals ràdios tenen la seva seu en Basilea excepte Virus i Musikwelle, establertes a Zúric.